# Cuzdrioara
Cuzdrioara est une commune de Transylvanie, en Roumanie, dans le județ de Cluj. Elle est composée des villages Cuzdrioara, Mănășturel et Valea Gârboului.